# Florijon Belegu
Florijon Belegu (* 13. März 1993 in Offenbach am Main) ist ein deutscher Fußballspieler kosovarischer Herkunft. Der linke Verteidiger steht beim Regionalligisten Berliner AK 07 unter Vertrag.

## Karriere
Belegu begann seine Karriere bei der Spvgg. 03 Neu-Isenburg und wechselte 2005 in die Jugend von Eintracht Frankfurt. Dort rückte er 2012 zur zweiten Mannschaft auf. Am 4. August 2012 debütierte er bei einem 1:1 im Heimspiel gegen die SG Sonnenhof Großaspach in der Regionalliga Südwest. Zur Saison 2013/14 wechselte Belegu zum FSV Frankfurt, für dessen zweite Mannschaft er in der Hessenliga zum Einsatz kam. Am 3. August 2013 erzielte er bei einem 7:1-Kantersieg über den FSC Lohfelden mit dem Tor zum 3:0 das erste Pflichtspieltor seiner Karriere.
Ab der Saison 2014/15 stand Belegu im Kader der ersten Mannschaft. Am 19. April 2015 debütierte er bei einer 0:1-Niederlage beim FC Erzgebirge Aue in der 2. Bundesliga.
Im Januar 2016 wechselte er zum Regionalligisten Berliner AK 07.